# Plan-Convexe
Le plan convexe, plus communément appelé « PC » dans le spectacle, représente un type de projecteur d'éclairage scénique à focale variable[réf. nécessaire].
À l'aide d'une molette ou d'un chariot suivant les versions, ce projecteur permet l'émission d'un flux lumineux plus ou moins serré. Les angles d'ouverture possibles sont définis pour chaque matériel en degrés (°).
Les plans convexes sont équipés de différents types de lampes. En voici quelques puissances : 500 W, 1000 W, 2000 W. Il s'agit de lampes halogènes à culot spécifique GX 9,5. Le projecteur à plan convexe garde une grande partie de sa lumière à l'intérieur étant donné la réflexion totale interne produite à l'intérieur de la lentille. De ce fait, le réchauffement et le refroidissement rapide de la lentille cause le bris assez fréquent de celle-ci.
Les plans convexes peuvent être équipés de lentilles claires, de lentilles dites martelées ou de lentilles Fresnel.

## Lentilles claires
Les lentilles plan-convexes « claires » donnent un bord de faisceau relativement net, mais moins marqué qu'avec une découpe réglée « au net ». Les PC sont des projecteurs qui « bavent » peu quand ils sont utilisés en salle. Mais attention, quand on ouvre beaucoup le faisceau, on peut remarquer un léger assombrissement de la zone centrale (tache noire).
C'est tout à fait normal et cela fait partie des caractéristiques optiques de la lentille plan-convexe. 

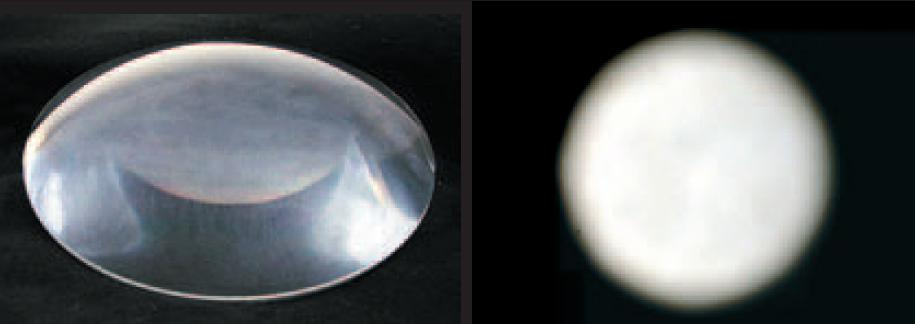
Lentille plan convexe claire

## Lentilles martelées
Les lentilles plan-convexes martelées, appelées aussi « pebble » en anglais, donnent un bord de faisceau légèrement plus flou, ce qui facilite le raccordement entre plusieurs taches.

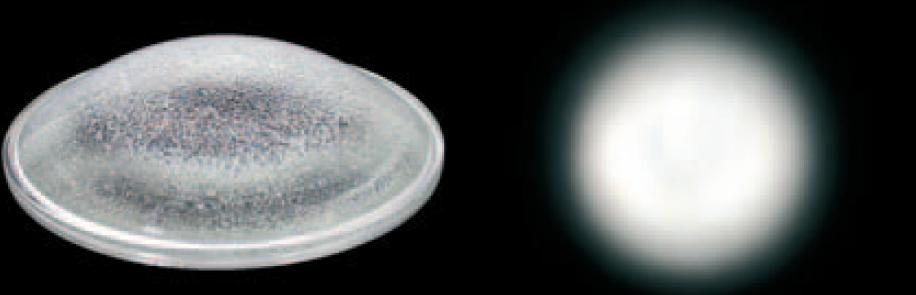
Lentille plan convexe martelée

## Lentilles de Fresnel
Les lentilles de Fresnel donnent un bord de faisceau flou. Les taches de lumière formées par différents projecteurs ne se distinguent plus les unes des autres sur le sol. Cette caractéristique est très intéressante. Ainsi, pour des effets de « contre-jours », lorsque l’on serre le faisceau, la surintensité de lumière dans l'axe peut le rendre visible pour peu que l’on utilise un léger brouillard.

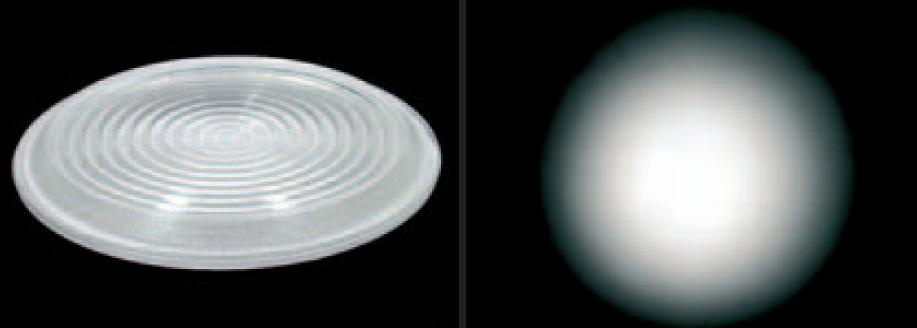
Lentille plan convexe Fresnel

## Exemples de plan convexes
- ADB C101 : plan convexe 1000 W / 1200 W, ouverture 10° - 65°
- Robert Juliat 310 HPC : plan convexe 1000 W / 1200 W, ouverture 8° - 63°
- RVE SERENITY PC10 : plan convexe 1000 W / 1200 W ouverture 8° - 64°

## Accessoires additionnels
Ce projecteur peut être combiné avec plusieurs accessoires. Certains indispensables en gras, d'autres plus artistiques:
- Élingue de sécurité
- Crochet pour projecteur
- Coupe flux
- Changeur de couleur DMX type DIAFORA
- Cône anti-halo
- Couteaux (afin de découper la forme de la tache de lumière)
- Filtre/Gélatines (pour donner différentes teintes et effets à la lumière)

## Utilisations
Étrangement, le projecteur à plan convexe n'est pas utilisé en Amérique. Il est remplacé par la Fresnel.